# Municipio de Muddy Fork (condado de Howard)
El municipio de Muddy Fork (en inglés: Muddy Fork Township) es un municipio ubicado en el condado de Howard en el estado estadounidense de Arkansas. En el año 2010 tenía una población de 132 habitantes y una densidad poblacional de 1,35 personas por km².

## Geografía
El municipio de Muddy Fork se encuentra ubicado en las coordenadas 34°7′53″N 93°52′6″O / 34.13139, -93.86833. Según la Oficina del Censo de los Estados Unidos, el municipio tiene una superficie total de 97.42 km², de la cual 97,26 km² corresponden a tierra firme y (0,17 %) 0,16 km² es agua.

## Demografía
Según el censo de 2010, había 132 personas residiendo en el municipio de Muddy Fork. La densidad de población era de 1,35 hab./km². De los 132 habitantes, el municipio de Muddy Fork estaba compuesto por el 93,94 % blancos, el 0,76 % eran afroamericanos, el 2,27 % eran amerindios y el 3,03 % eran de una mezcla de razas. Del total de la población el 0,76 % eran hispanos o latinos de cualquier raza.